# آمینو اسیدهای آروماتیک

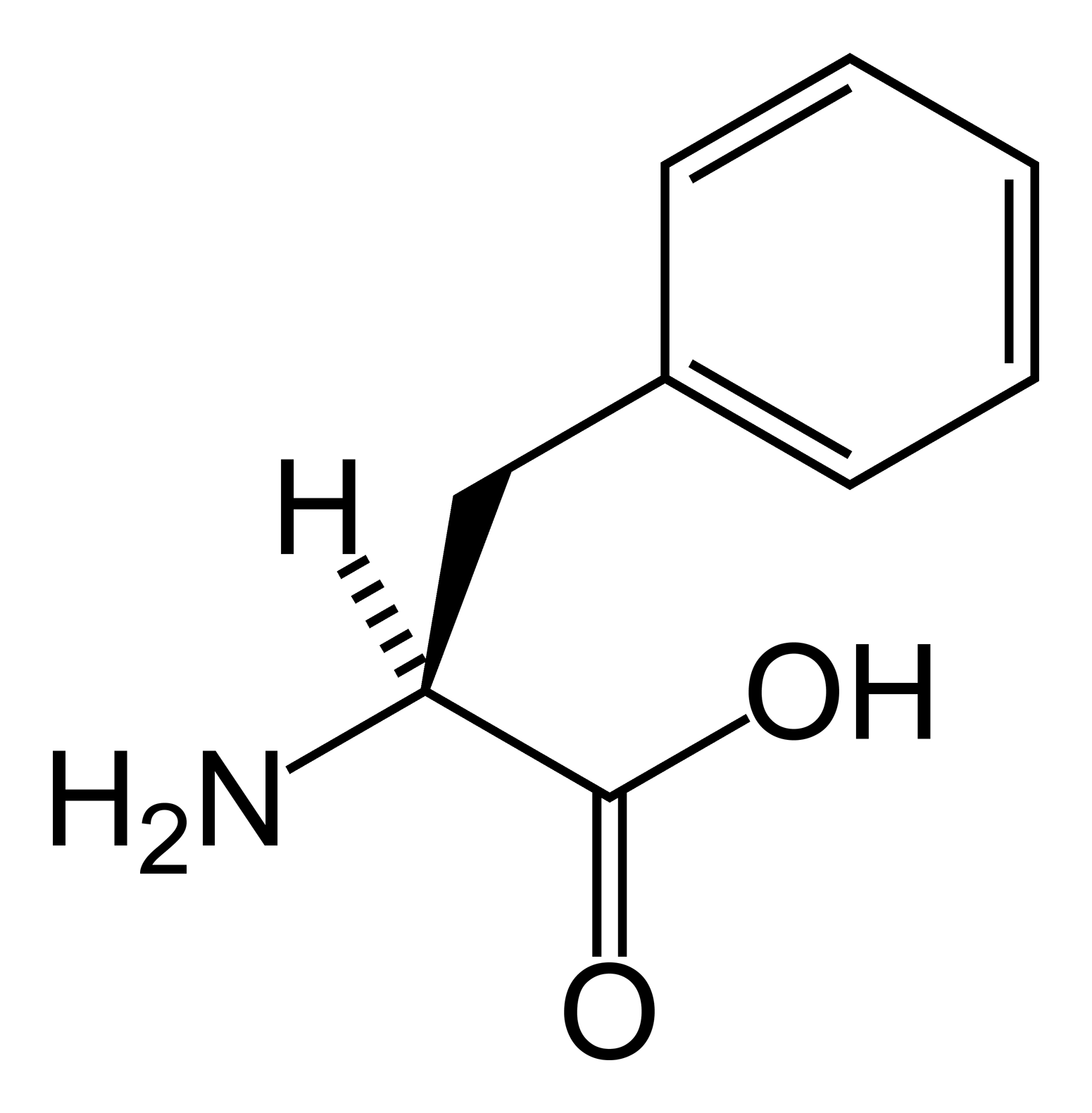
فنیل آلانین

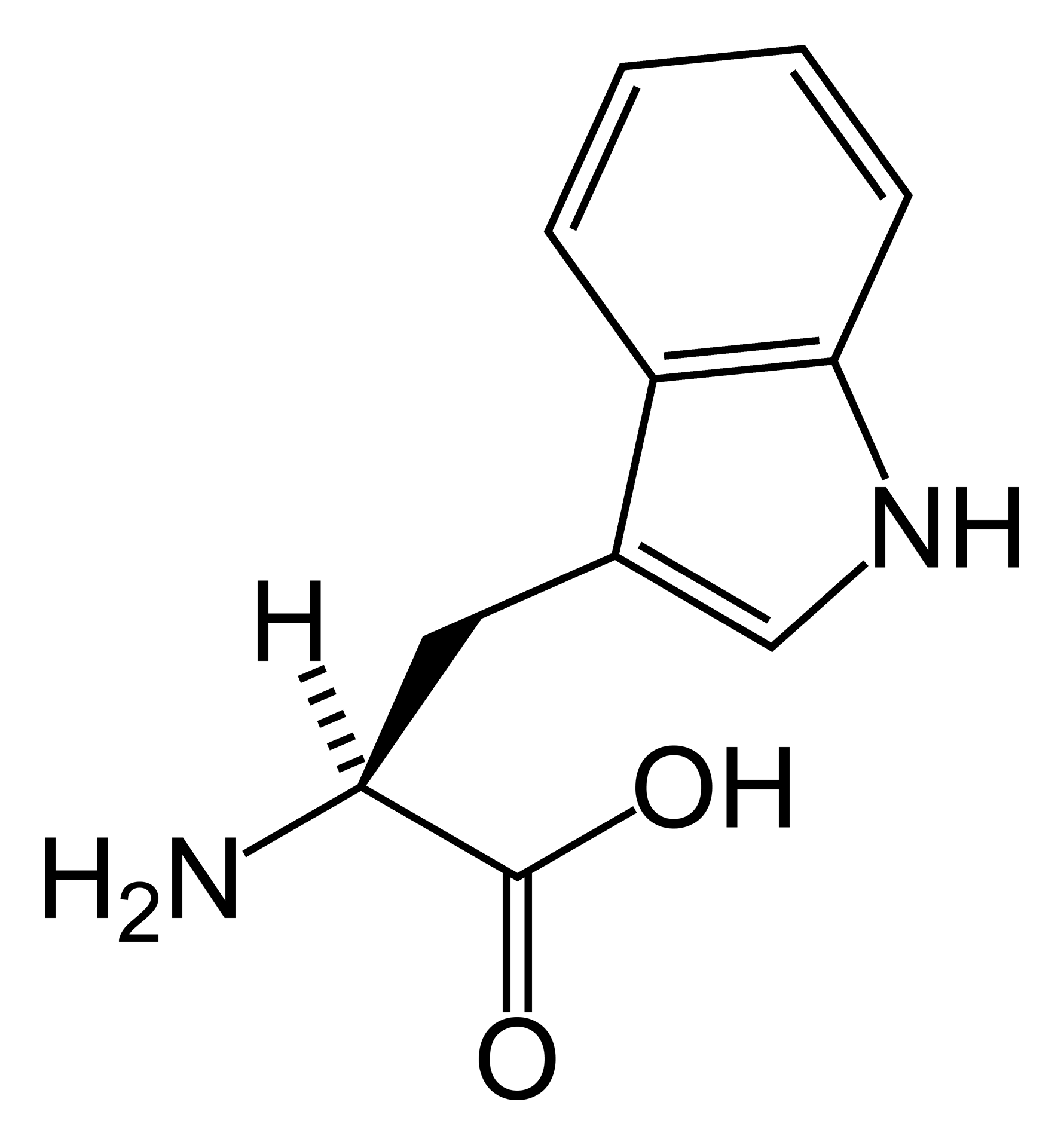
تریپتوفان

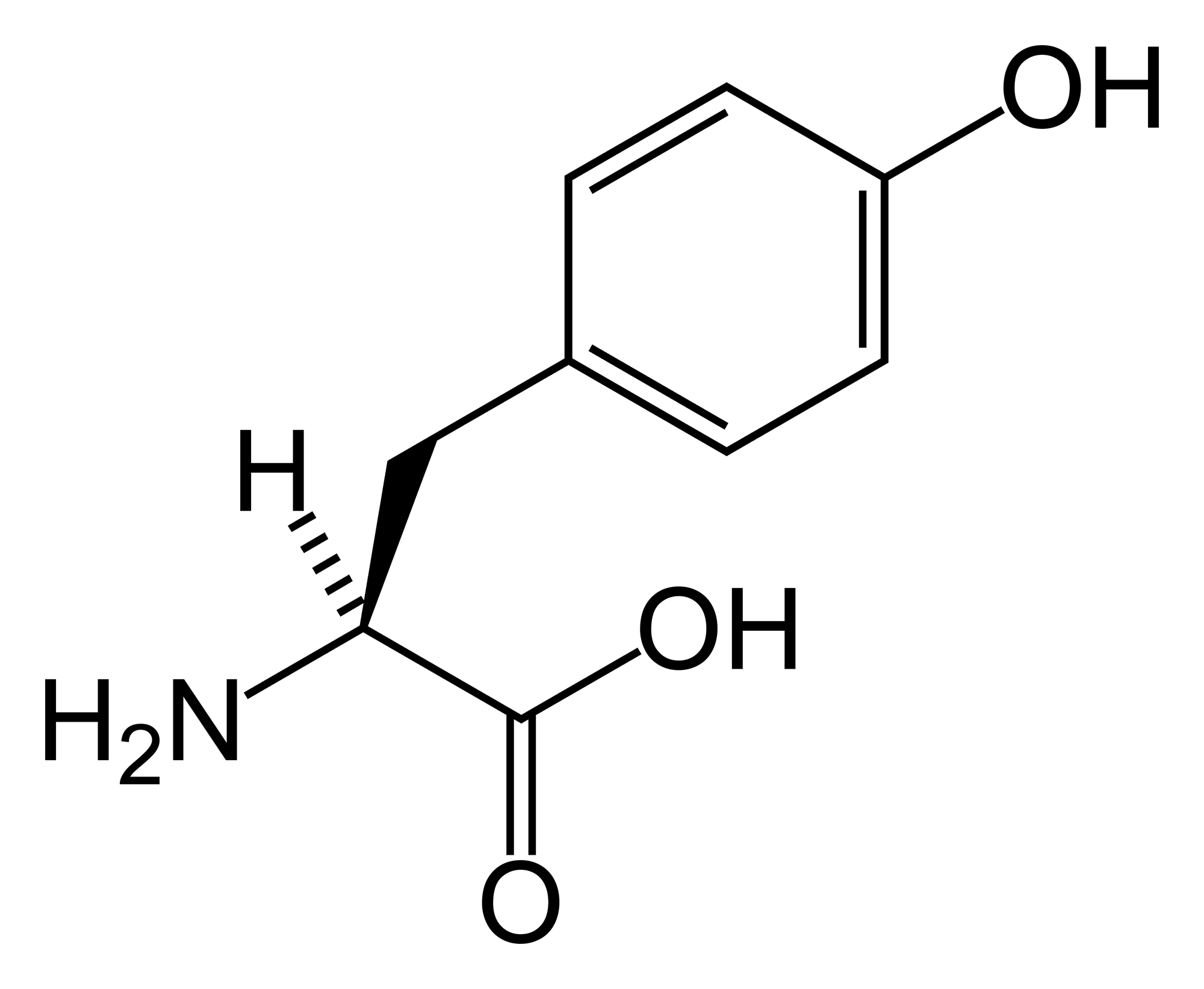
تیروزین

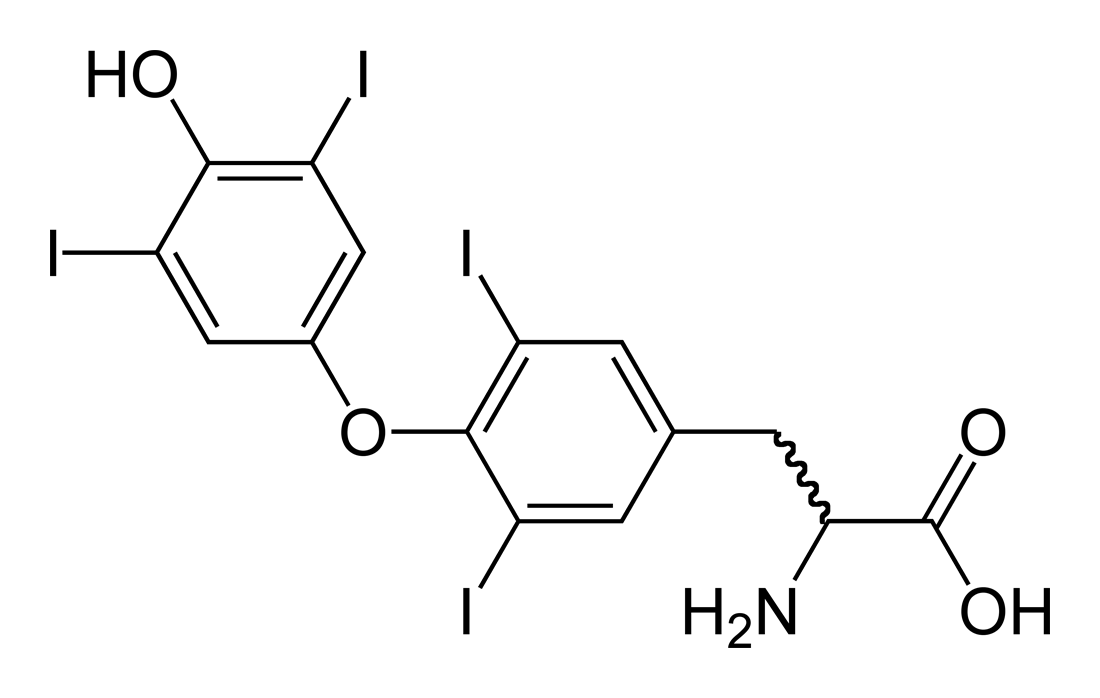
تیروکسین

یک اسید آمینه آروماتیک (AAA) یک اسید آمینه است که شامل حلقه آروماتیک است.
مثالها عبارتند از:
- از میان ۲۰ اسید آمینه استاندارد:
  - فنیل آلانین
  - تریپتوفان
  - تیروزین
  - هیستیدین
- دیگران:
  - تیروکسین
  - 5-Hydroxytryptophan
  - L-DOPA

فنیل آلانین، تریپتوفان و هیستیدین اسید آمینه‌های ضروری برای حیوانات هستند. از آنجا که آنها در بدن انسان سنتز نمی‌شوند، باید از رژیم غذایی استخراج شوند. تیروزین نیمه ضروری است؛ آن را می‌توان فقط از فنیل آلانین سنتز کرد. کمبود آنزیم فنیلالانین هیدروکسیلاز، که در سنتز تیروزین مورد استفاده قرار می‌گیرد، موجب فنیل کتونوری می شود و همزمان تریروزین، یک اسید آمینه ضروری را به وجود می‌آورد.
اسیدهای آمینه نور را در ناحیه مرئی جذب نمی‌کنند، هر چند آمینو اسیدهای آروماتیک اشعه ماوراء بنفش بالای ۲۵۰ نانومتر را جذب می‌کنند. این مشخصه اسید آمینه آروماتیک در تجزیه کمی استفاده می‌شود.
حیوانات آمینو اسیدهای آروماتیک را از رژیم غذایی خود دریافت می‌کنند، اما همه گیاهان و میکرو ارگانیسم‌ها باید آمینو اسیدهای آروماتیک مورد نیاز خود را از طریق مسیر متابولیکی شیکیمات سنتز کنند.
در گیاهان، مسیر شیکیمات ابتدا منجر به تشکیل کوریسمات می‌شود، که پیش ماده فنیل آلانین، تیروزین و تریپتوفان است. این اسید آمینه‌های آروماتیک مشتقات بسیاری از متابولیت‌های ثانویه هستند که برای عملکردهای بیولوژیکی گیاه مانند هورمون‌های سالیسیلات و اکسین ضروری است. این مسیر حاوی آنزیم‌هایی است که می‌تواند توسط مهار کننده‌ها تنظیم شود، که می‌تواند تولید کوریسمات، و در نهایت عملکرد بیولوژیکی ارگانیسم را متوقف کند. علف کش‌ها و آنتی‌بیوتیک‌ها با مهار این آنزیم‌هایی که در بیوسنتز آمینواسیدهای آروماتیک حضور دارند، کار می‌کنند. گلیفوسات، یک نوع علف کش، برای کنترل انباشت علف‌های هرز استفاده می‌شود. علاوه بر از بین بردن آن‌ها، گلیفوسات می‌تواند به راحتی بر حفظ میکروبایوت روده در ارگانیسم‌های میزبان به‌طور خاص با مهار enolpyruvylshikinate-3-phosphate sintase که مانع از بیوسنتز اسید آمینه‌های آروماتیک است. مهار این آنزیم باعث اختلالاتی مانند بیماری‌های دستگاه گوارش و بیماری‌های متابولیکی می‌شود.